# Biggenhammer
Koordinaten: 51° 30′ 4″ N, 8° 58′ 0″ O
Biggenhammer ist eine Einzelsiedlung in der Gemarkung von Orpethal, einem Ortsteil der Gemeinde Diemelstadt im nordhessischen Landkreis Waldeck-Frankenberg. Sie ging aus einem zu Anfang des 17. Jahrhunderts angelegten und um 1860 stillgelegten Eisenhammer hervor. Das dortige Fachwerkwohnhaus Biggenhammer 1, ein ehemaliges Querdielenhaus, ist als Kulturdenkmal ausgewiesen (siehe Liste der Kulturdenkmäler in Orpethal).

## Geographie
Die Siedlung liegt etwa 800 m nordöstlich der Ortslage von Orpethal auf 213 m Höhe an einem Betriebsgraben am rechten Ufer der Orpe. Südöstlich erhebt sich der Biggenkopf (315 m). Die Landesstraße L3438 von Orpethal nach Wrexen führt unmittelbar südöstlich an Biggenhammer vorbei und unterquert kurz darauf die Bundesautobahn 44. Die Landesgrenze zwischen Hessen und Nordrhein-Westfalen verläuft etwa 400 m nördlich entlang dem Nordufer der Diemel.

## Geschichte
Der ehemalige, vom Wasser der Orpe betriebene Eisenhammer war wohl benannt nach seinen ursprünglichen Betreibern und verarbeitete Eisenerz aus Adorf. Im Jahre 1680 waren dort zwei Herde bekundet. Um 1710 gab es offenkundig Streit innerhalb der Betreibersippe, denn der Hammerschmied Johannes Bigge ersuchte die Obrigkeit um die Zwangsentfernung seines Bruders Henrich und dessen Familie vom Biggenhammer. Der Eisenhammer wurde noch bis um 1860 betrieben. Dann wurde die Anlage zu einer Getreidemühle mit einem Mahlgang und oberschlächtigem Mühlrad umgebaut. 1895 lebten dort 11 Bewohner. 1955 wurde das Wasserrad durch eine Turbine ersetzt.
Am 8. September 1853 wurde Biggenhammer, auf Anordnung des Fürsten Georg Viktor von Waldeck und Pyrmont, ein Teil der an diesem Tage neu gebildeten Gemeinde Orpethal, gemeinsam mit dem Gut Billinghausen (einschließlich des Billinghäuser Zollhauses) sowie Ottenshammer, Pickhardshammer, Rhoderhammer und der Orper Sägemühle.

## Persönlichkeiten
Karl Wilhelm Runte (1792–1864), nach der Märzrevolution von 1848 bis 1849 Abgeordneter im Landtag des Fürstentums Waldeck-Pyrmont, wurde in Biggenhammer geboren, war dort, wie bereits sein Vater, Faktor und starb auch dort.